# 秀吉 (大河劇)
秀吉是日本放送協會於1996年製播的第35套大河劇。播出期間是1996年1月7日 - 12月22日。由竹中直人主演。
此劇根據作家堺屋太一的原著小説『秀吉』、『豐臣秀長』與『人與鬼 信長與光秀』三個作品為基礎，再由劇本作家竹山洋加上自己的創作而成的電視劇。
在這之前，以秀吉做主角的大河劇還有1965年的太閤記與1981年的女太閤記，而這一次的版本則是由秀吉之弟豐臣秀長的角度去看豐臣秀吉的一生。本劇裡竹中直人與渡哲也都展現了極佳的演技，在收視率方面也創下平均超過30%的紀錄。而第一集的時候，竹中直人穿著的褲襠若隱若現可以看到下部，造成話題。
本劇對秀吉的美化明顯，秀次一家慘殺及晚年出兵朝鮮失利的陰暗面皆未描寫，出兵朝鮮則全推給石田三成的陰謀和饞言，石田三成變成一切惡事的元兇，NHK表示係顧慮到中國大陸和南韓民眾的感受而作此修改。
第30回由渡哲也飾演的織田信長在本能寺之變中，以刎頸方式噴出大量鮮血的壯絕死法，是大河劇史上少有的壯絕場面，和切腹手法不同，構想來自渡哲也本人，信長刎頸的構想後來在2006年大河劇《功名十字路》中也被沿用，而飾演織田信長的是演員館廣。
在本能寺之變當集，曾經遇到在同一天朝日電視台轉播阪神對巨人的棒球賽，在進廣告前，播報員竟然說出「敵人就在本能寺與亞特蘭大！」，成為經典名言。

## 作品內容與返響
作品內容
- 以豐臣秀吉(羽柴秀吉)為主人公的大河劇。這是1965年「太閤記」以來，31年第二次以秀吉為主題的作品。在前一大河劇「八代將軍吉宗」結束後，還推出強調「這就是電視劇!」的預告。劇中包括充滿活力的竹中直人、嚴格但充滿人情味的渡哲也、演出阿寧的澤口靖子、秀長的高嶋政伸、演出阿中的市原悅子、足利義昭的玉置浩二、千利休的仲代達矢、光秀的村上弘明等，各個配角們都充滿存在感，因此收視率遠高過當初預定：平均收視率為30.5%、最高收視率為37.4%。為歷代大河劇位居高位的收視率記錄，很少有作品可以超過平均收視率30%。
- 另外，主角秀吉經常在劇中用右手表達5個文字：「心配御無用!」(不用擔心)，也成為當年的流行語。另外竹中直人在第一集有露出陰部的場景，在總集篇剪掉了。NHK在放送後曾收到觀眾告知，他們說「放送前已經知道此事，但考慮自然，所以沒有打馬賽克。」在總集篇就有打。
- 劇中有幾處不合歷史。比如當時豆腐是高級食品，一般平民是無法食用的。比如秀吉母親大政所會出席軍議，這是不合史實的。也就是說，本劇部分內容並不遵照歷史考證。
- 本劇裡面弟弟秀長角色相當吃重，也因此啟用1991年「太平記」演出足利直義(主角弟弟，最後被毒殺)的高嶋政伸演出務實的豐臣秀長。另外，太平記的男女主角真田廣之與澤口靖子也都演出本劇。
- 浪人光秀，在第一回就登場，也跟秀吉見面，在兩人均受雇於織田家以後，就以對手關係描述他們。本作中並不把光秀如以往，描述成一個反派，而是詳細地描述信長如何虐待他，一直描述到光秀本能寺起兵的過程。村上弘明當年也成功地演出悲劇的光秀。

「本能寺」
- 本劇在第30回播出本能寺之變。根據當時調查，該集造成收視率之戰。
- 在本作裡面描述的信長之死，為自己拿著武士刀殺入敵陣，搖動敵軍後，穿著白衣、唱著「人間五十年」的「敦盛」而死在盛焰中。死之前，還看著刀反射出來的自己影像，說著：「這是神嗎？神要死了嗎？」然後刎頸而死。當時動脈大量出血，成為大河劇名場面。這一點是演出者渡哲也自己的提案。也是史上第一個自刎版的信長。
- 信長死後，收視率就有跌落現象：30集以前超過30%有26集、信長死後的19集僅5集。渡哲也在1974年的大河劇「勝海舟」中途退出後，長期無演出大河劇，本劇是重返大河劇。演出的信長相當受好評，事務所認為他是復活的機會。之後，也在舞台劇、廣告中以此形象出現。

秀吉的晚年
- 信長死後，秀吉的光輝逐漸展開，後半描述秀吉統一、朝鮮出兵、千利休切腹等內容，也展現秀吉陰沉的一面。當秀吉進入極為奢華的時代，相對地他的弟弟、母親也漸漸死亡，不過他的外甥秀次之死、朝鮮出兵失敗等，電視劇並未描繪。主角竹中直人在2003年再放送時表示：「得到天下後，也是秀吉墮落的開始。」但這一點並未被公認。
- 本作最後一集的最後場景，秀吉在熱鬧非凡的慶典後，剩下一人在花中奔跑結束。

## 工作人員
- 原作 堺屋太一（「秀吉～超越夢的男人～」「鬼與人」「豐臣秀長」）
- 劇本 竹山洋
- 音樂 小六禮次郎
- 主題曲音樂演奏 NHK交響樂團
- 時代考証 小和田哲男、下山治久
- 風俗考証 二木謙一
- 建築考証 平井聖
- 衣装考証 小泉清子
- 殺陣武術指導 林邦史朗
- 所作指導 猿若清三郎
- 題字 森繁久彌
- 協力 岩手縣江刺市

## 角色
- 豐臣秀吉 – 竹中直人
- 阿寧 - 澤口靖子
- - 小井紗陽→松隆子
- 鶴松 - 深川雄太
- 豐臣秀賴 - 若林晉太郎
- 仲 - 市原悅子
- - 財津一郎
- 智 - 深浦加奈子
- 豐臣秀長 - 高島政伸
- 里 - 細川直美
- 豐臣秀次 - 三國一夫
- 石松丸 - 高野成政
- 於次丸 - 青木海
- 阿豪 - 松尾惠理香→坂田麻衣子
- 竹中半兵衛（→竹中重治） - 古谷一行
- 石田三成 - →真田廣之
- 蜂須賀正勝（小六） - 大仁田厚
- 黑田孝高 - 伊武雅刀
- 黑田長政 - 內田悠太→田中丈資
- 小西行長 - 小西博之
- 加藤清正 - 高杉亘
- 福島正則 - 松田敏幸
- 淺野長政 - 原田優一→天現寺龍
- 小早川隆景 - 山崎海童
- 毛利輝元 - 風間正廣
- 上杉景勝 - 神谷秀澄
- 足利義昭 - 玉置浩二
- 織田信長 - 渡哲也
- 織田信忠 - 飯塚恭平→西川忠志
- 織田信雄 - 西川弘志
- 織田信孝 - 佐伯太輔
- 三法師 - 飯田綾真
- 織田信行 - 大石悟郎
- 明智光秀 - 村上弘明
- 明智秀滿 - 青島健介
- 柴田勝家 - 中尾彬
- 丹羽長秀 - 篠田三郎
- 瀧川一益 - 段田安則
- 森蘭丸 - 松岡昌宏
- 毛利新助 - 深江卓次
- 林佐渡守 - 高松英郎
- 服部小平太 - 畑山東一郎
- 佐久間信盛 - 織本順吉
- 佐久間盛政 - 遠藤憲一
- 村井貞勝 - 桝田德壽
- 池田恆興 - 五代高之
- 前田利家 - 渡邊徹
- 前田利長 - 中倉健太郎
- 細川藤孝 - 濱畑賢吉
- 細川忠興 - 小林滋央
- 佐佐成政 - 秋山武史
- 今川義元 - 米倉齊加年
- 齋藤道三 - 金田龍之介
- 齋藤龍興 -
- 安藤伊賀守 - 塚本信夫
- 稻葉良通 - 真實一路
- 氏家卜全 - 竹本和正
- 齋藤利三 - 上條恆彥
- 德川家康 - 西村雅彥
- 本多正信 - 宍戶錠
- 石川數正 - 誠直也
- 酒井忠次 - 真夏龍
- 淺井久政 - 梅野泰靖
- 淺井長政 - 宅麻伸
- 宇喜多直家 - 秋山道男
- 宇喜多秀家 - 淺利陽介→西手武
- 松永久秀 - 秋間登
- 荒木村重 - 大杉漣
- 三好吉房 - 比特清
- 安國寺惠瓊 - 中條清
- 清水宗治 - 真田五郎
- 堀尾茂助 - 高村祐毅→大地泰仁
- 堀久太郎 - 戶井勝美
- 藤堂高虎 - 德秀樹
- 高山右近 - 森本謙太郎
- 別所長治 - 伊藤高
- 尼子勝久 - 高場隆義
- 山中鹿介 - 梅垣義明
- 穴山梅雪 - サンダー杉山
- 千利休 - 仲代達矢
- 石川五右衛門 - 赤井英和
- 石川瀧 - 涼風真世
- 石川龍 - 蓮池貴人→杉山丈二
- 神谷宗湛 - 木下秀雄
- 路易斯・佛洛伊斯 - 泰利・歐布萊恩
- 土田御前 - 三條美紀
- 市 - 賴近美津子
- 吉乃 - 齊藤慶子
- 寬子（明智光秀夫人） - 有森也實
- 美（明智光秀母） - 野際陽子
- 玉 - 清水桂那→田村英里子
- 松 - 中村梓
- 築山殿 - 石川真希
- 阿初 - 登坂瞳→湯原麻利繪
- 小督 - 德島更紗→濱松惠
- 阿仙 - 八代亞紀
- 阿勝 – 川上麻衣子
- 阿福 – 高瀨春奈
- 仲藏 – 岡本健一
- 淺野長勝 – 宗近晴見
- 朝日 – 白川由美
- 拝鄉家嘉 – 須賀友之
- 阿鍋 – 櫻井公美
- 萬福丸 – 穴井隆文
- 稻田大炊助 – 梶原善
- 山科言繼 – 朱源實
- 阿京 – 香山美子
- 阿吟 – 仲代奈緒
- 里村紹巴 – 阪脩
- 曲直瀨道三 – 大川義幸

## 各集收視率
| 播出集數                                                 | 播放日期 | 日文標題 | 中文標題           | 導演         | 收視率 |
| -------------------------------------------------------- | -------- | -------- | ------------------ | ------------ | ------ |
| 第1回                                                    | 1月7日   |          | 太陽之子           | 佐藤幹夫     | 26.6%  |
| 第2回                                                    | 1月14日  |          | 桶狹間的奇蹟       | 佐藤幹夫     | 29.2%  |
| 第3回                                                    | 1月21日  |          | 命運的新娘         | 黛りんたろう | 33.5%  |
| 第4回                                                    | 1月28日  |          | 黃金兄弟           | 黛りんたろう | 33.2%  |
| 第5回                                                    | 2月4日   |          | 男人的價值         | 佐藤幹夫     | 34.6%  |
| 第6回                                                    | 2月11日  |          | 一夜城             | 柴田岳志     | 35.0%  |
| 第7回                                                    | 2月18日  |          | 妻子的秘密         | 黛りんたろう | 33.7%  |
| 第8回                                                    | 2月25日  |          | 不知道面容的半兵衛 | 佐藤幹夫     | 33.2%  |
| 第9回                                                    | 3月3日   |          | 猴子之亂           | 柴田岳志     | 32.0%  |
| 第10回                                                   | 3月10日  |          | 外遇的時候         | 黛りんたろう | 37.4%  |
| 第11回                                                   | 3月17日  |          | 絕體絕命           | 佐藤幹夫     | 34.7%  |
| 第12回                                                   | 3月24日  |          | 燒了比叡山         | 柴田岳志     | 31.2%  |
| 第13回                                                   | 3月31日  |          | 極秘情報           | 黛りんたろう | 30.7%  |
| 第14回                                                   | 4月7日   |          | 小谷城落           | 佐藤幹夫     | 28.4%  |
| 第15回                                                   | 4月14日  |          | 骷髏酒杯           | 柴田岳志     | 32.7%  |
| 第16回                                                   | 4月21日  |          | 私生子被發現了！   | 黛りんたろう | 33.5%  |
| 第17回                                                   | 4月28日  |          | 老媽與母親大人     | 佐藤幹夫     | 28.0%  |
| 第18回                                                   | 5月5日   |          | 切腹命令           | 柴田岳志     | 29.4%  |
| 第19回                                                   | 5月12日  |          | 父親離家出走       | 黛りんたろう | 31.7%  |
| 第20回                                                   | 5月19日  |          | 軍師的條件         | 真銅健嗣     | 32.4%  |
| 第21回                                                   | 5月26日  |          | 命的重量           | 柴田岳志     | 31.2%  |
| 第22回                                                   | 6月2日   |          | 受磔刑的母親大人   | 黛りんたろう | 30.6%  |
| 第23回                                                   | 6月9日   |          | 半兵衛之死         | 佐藤幹夫     | 36.6%  |
| 第24回                                                   | 6月16日  |          | 降職前夕           | 柴田岳志     | 32.8%  |
| 第25回                                                   | 6月23日  |          | 想去溫泉啦         | 大友啓史     | 33.9%  |
| 第26回                                                   | 6月30日  |          | 史上最大的年節     | 真銅健嗣     | 33.2%  |
| 第27回                                                   | 7月7日   |          | 三成登場           | 佐藤幹夫     | 31.3%  |
| 第28回                                                   | 7月14日  |          | 水攻高松城         | 柴田岳志     | 33.5%  |
| 第29回                                                   | 7月21日  |          | 敵在本能寺         | 黛りんたろう | 31.3%  |
| 第30回                                                   | 7月28日  |          | 信長之死           | 佐藤幹夫     | 26.4%  |
| 第31回                                                   | 8月11日  |          | 邁向天下之道       | 柴田岳志     | 26.8%  |
| 第32回                                                   | 8月18日  |          | 繼承夢想者         | 鹿島由晴     | 29.7%  |
| 第33回                                                   | 8月25日  |          | 光秀的首級         | 黛りんたろう | 29.9%  |
| 第34回                                                   | 9月1日   |          | 獲得天下的女人     | 佐藤幹夫     | 31.8%  |
| 第35回                                                   | 9月8日   |          | 美麗的刺客         | 柴田岳志     | 33.1%  |
| 第36回                                                   | 9月15日  |          | 家康VS秀吉         | 加藤拓       | 29.5%  |
| 第37回                                                   | 9月22日  |          | 天子的私生子!？    | 黛りんたろう | 31.8%  |
| 第38回                                                   | 9月29日  |          | 黃金茶室           | 加藤拓       | 23.9%  |
| 第39回                                                   | 10月6日  |          | 母親、人質         | 佐藤幹夫     | 22.2%  |
| 第40回                                                   | 10月13日 |          | 誘惑               | 中島由貴     | 27.9%  |
| 第41回                                                   | 10月27日 |          | 訣別的朝顏         | 黛りんたろう | 29.1%  |
| 第42回                                                   | 11月3日  |          | 淀的孩子誕生       | 柴田岳志     | 25.0%  |
| 第43回                                                   | 11月10日 |          | 花之戰             | 大友啓史     | 27.2%  |
| 第44回                                                   | 11月17日 |          | 秀長、逝世         | 佐藤幹夫     | 29.1%  |
| 第45回                                                   | 11月24日 |          | 利休切腹           | 黛りんたろう | 30.0%  |
| 第46回                                                   | 12月1日  |          | 母親的悲傷         | 佐藤幹夫     | 30.5%  |
| 第47回                                                   | 12月8日  |          | 母親之死！         | 柴田岳志     | 25.9%  |
| 第48回                                                   | 12月15日 |          | 五右衛門、烹刑     | 佐藤幹夫     | 27.3%  |
| 最終回                                                   | 12月22日 |          | 夢還是夢           | 黛りんたろう | 27.1%  |
| 平均收視率30.5% （收視率於関東地区・Video Research調查） |          |          |                    |              |        |